# 行助
行助（ぎょうじょ、応永12年（1403年） - 応仁3年3月24日（1469年5月5日））は、室町時代後期の天台宗の僧侶・連歌師。別名に本照・法林、号は惣持房（あるいは惣持院）。権大僧都法印（『行助連歌集』自署）。実名・出自は不明。

## 経歴
応永12年（1403年）に生まれた。
山名氏家臣であったが、若くして出家し、延暦寺東塔の惣持房に入った。
連歌は同じ山名氏家臣の出身であった宗砌から学び、文安元年（1444年）頃から各所の連歌の席に出席し、後には足利将軍家の連歌の席にも招かれるようになった。
連歌の後進で行助とも同席することがあった宗祇は、後に『竹林抄』において「七賢」の1人に選んでいる。
文正元年（1466年）から応仁2年（1468年）にかけて東国を旅している。
代表作に『行助句』（享徳3年（1454年））・『行助連歌集』（文正元年（1466年））などが知られ、歌学書に『連歌口伝抄』（長禄2年（1458年））が伝わる。
応仁3年（1496年）に死去した。享年65。